# Immeuble Telefónica
L’immeuble Telefónica (en espagnol : Edificio Telefónica) est un gratte-ciel de Madrid, capitale de l'Espagne.

## Situation
Il est situé au n° 28 de la Gran Vía, dans l'arrondissement du Centre.

## Architecture
L'inspiration stylistique nord-américaine est visible mais elle est mâtinée d'une influence  churrigueresque, comme un clin d'œil à l'architecture baroque du Madrid du XVIIIe siècle. Ce rappel se manifeste dans son ornementation extérieure, particulièrement en ce qui concerne son entrée monumentale. Il culmine à 89,30 mètres et comporte quinze étages.

## Histoire

### Construction
L'immeuble Telefónica est conçu par l'architecte Ignacio de Cárdenas Pastor et ses collaborateurs, d'après une étude préliminaire de Lewis S. Weeks (es), architecte de Manhattan, pour le compte de la Compagnie nationale de téléphonie, existant depuis le début du XXe siècle et devenue par la suite Telefónica.

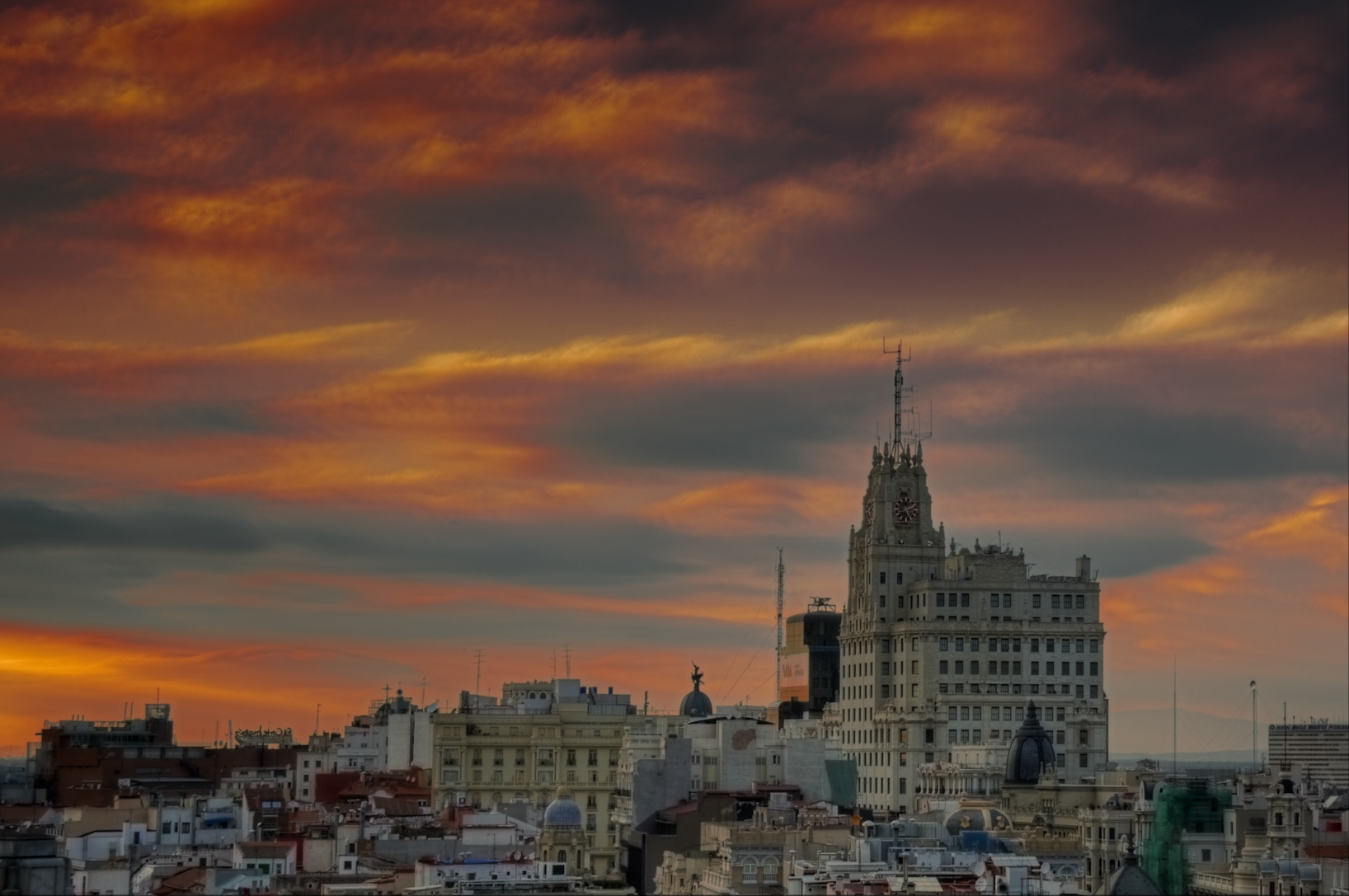
La silhouette de l'immeuble dominant la ville.

Entre 1926 et 1929, plus de 1 000 ouvriers ouvriers travaillent au chantier. Les blocs de calcaire viennent d'Alicante, ceux de granit de Ségovie et les ateliers de taille se trouvent non loin du chantier.
Le coût total se monte à 32 millions de pesetas.

### Un édifice moderne
En octobre 1928, avant la fin des travaux, le roi Alphonse XIII inaugure l'ouverture de la ligne téléphonique Madrid-Washington en conversant avec le président Calvin Coolidge. Il fait de même un mois plus tard avec le général Gerardo Machado, président de Cuba.
Sur le plan technique, le bâtiment est conçu d'emblée comme un central téléphonique de conception ultra-moderne, avec une capacité de 40 000 lignes lignes , nouveau système de connexion automatique (sans opérateur) basé sur les appareils Rotary-7A fabriqués par Bell à Anvers. Par ailleurs, le luxe et le bon goût des parties communes ainsi que la solidité de l'ensemble, doivent susciter la confiance chez les utilisateurs et les futurs investisseurs. L'édifice symbolise l'ouverture de l'Espagne vers le progrès et le monde de la communication.

### L'édifice le plus élevé d'Espagne
Lors de son inauguration, l'immeuble Telefónica est le gratte-ciel le plus haut d'Europe. Il dépasse ainsi le palais de la Presse, terminé en 1928, qui se dresse sur la Gran Vía, en face de la place de Callao. Ce n'est qu'en 1953 que son record national de hauteur est battu par l'immeuble Espagne, qui culmine à 117 mètres.

### Pendant la guerre civile

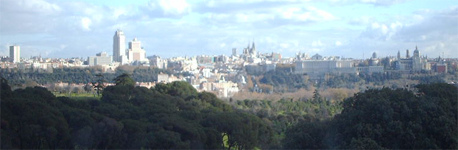
Vu du parc de la Casa del Campo (d'au-delà la Cité Universitaire), le panorama de Madrid tel qu'il s'offrait à un artilleur nationaliste de 1936 à 1939, abstraction faite des trois gratte-ciels de gauche. En plein centre se dressaient les deux bâtiments les plus hauts de Madrid dans les années 1930 que sont l'immeuble Telefónica et le palais de la Presse ; à droite s'élève le Palais royal.

Les forces républicaines assiégées dans Madrid utilisent l'édifice Telefónica comme tour de guet. Étant le siège de l'Office de la presse étrangère, il a valeur de symbole et permet la communication avec le monde extérieur. De nombreux correspondants de guerre étrangers s'y rendent pour expédier leurs « papiers » et il est souvent bombardé par l'artillerie franquiste.
Il reçoit jusqu'à 120 obus en octobre 1936 sans qu'il y ait à déplorer ni blessés chez les employés, ni dégâts matériels majeurs.
Les étages situés au-dessus du 7e, les seuls régulièrement atteints par les obus, sont abandonnés et les installations repliées dans les étages inférieurs ne cessent pas de fonctionner. L'architecte en chef, Ignacio de Cárdenas Pastor, vient évaluer les dégâts après chaque bombardement et dirige les réparations.
Ernest Hemingway et John Dos Passos, ainsi que de nombreux autres correspondants de guerre étrangers (qui sont logés tout près, à l'hôtel Florida), envoient leurs comptes-rendus de l'édifice Telefónica  .
Le dernier visiteur étranger pendant la Guerre civile est O. D. Gallagher, du Daily Express de Londres. Ultime correspondant de guerre étranger resté à Madrid, il voit arriver les franquistes le 28 mars 1939 et manque alors d'être fusillé.
Après la guerre, l'architecte Ignacio de Cárdenas se réfugie en France et ne peut participer ni aux réparations, ni à la refonte du central téléphonique qui a lieu dans les années 1950 et 1960.

## L'édifice aujourd'hui
Avec ses 89 m de haut et ses 15 étages, sa silhouette asymétrique et son horloge rouge bien visible la nuit, le bâtiment reste un repère dans la bouillonnante Gran Vía, surnommée le « Broadway madrilène ».
Il abrite l'entreprise Telefónica, le magasin Telefonica Flagship Store, un musée des télécommunications et un auditorium.

## Télévision
Le 10 décembre 2018, le compte Twitter de la série télévisée La casa de papel diffuse une photo de l'immeuble Telefónica avec le masque de Salvador Dalí utilisé dans la série projeté sur la façade, alors que le tournage de la troisième saison s'apprête à débuter.
L'immeuble est également présent dans la série Les Demoiselles du téléphone (Las Chicas del Cable) comme lieu de travail des personnages principaux. Mais d'après le producteur de la série, les décors utilisés ne correspondent pas à l'édifice Telefonica même s'ils ressemblent au style des années 1920. Avant la sortie de la série, Netflix a diffusé sur le compte Instagram officiel de la série plusieurs images qui regroupées forment une illustration de l'immeuble.

## Transports
L'immeuble est accessible par les lignes 1 et 5 du métro de Madrid, à la station Gran Vía dont l'une des entrées est située au pied de la façade.